# Claude Joseph Pelecier
Claude Joseph Pelecier, né le 3 octobre 1774 à Rioz (Haute-Saône), mort le 17 août 1855 à Nevers (Nièvre), est un militaire français de la Révolution et de l’Empire.

## États de service
Il entre en service le 6 juin 1792, comme soldat dans le 11e bataillon de volontaires de la Haute-Saône, il devient sergent le 7 juin 1792, sergent-major le 13 juillet et sous-lieutenant le 15 juillet suivant. Il fait les guerres de 1792 à l’an II, aux armées du Rhin et de Rhin-et-Moselle.
Il est nommé lieutenant dans le 1er bataillon de volontaires dit de la Montagne le 7 octobre 1793, et le 13 juillet 1794, dans une affaire ayant lieu devant Trippstadt, il emporte de vive force, à la tête d’une centaine de tirailleurs, les retranchements ennemis. Passé à l’armée de la Moselle en l’an III, il est promu au grade de capitaine adjudant-major le 1er avril 1795, et le 23 septembre 1795, il rejoint en tant que capitaine la 208e demi-brigade de bataille, qui deviendra après amalgame, 56e régiment d’infanterie de ligne le 24 septembre 1803.
De l’an IV à l’an XIII, il sert aux armées du Rhin, d’Helvétie, d’Italie, de l’Ouest, et sur les côtes de l’Océan. Il est fait chevalier de la Légion d’honneur le 18 décembre 1803.
En 1805 et 1806, il participe aux campagnes d’Autriche et de Prusse au sein de la Grande Armée, où il est par deux fois, honorablement mentionné dans les rapports. Il reçoit son brevet de chef de bataillon dans le 3e régiment d’infanterie de ligne le 8 mai 1806, et le 15 janvier 1808, il est nommé major à titre provisoire dans le 113e régiment d’infanterie de ligne.
Passé à l’armée de Catalogne, il est confirmé dans son grade de major le 28 décembre 1809, au 103e régiment d’infanterie de ligne, puis devient successivement colonel en second le 15 avril 1811, et colonel commandant le 86e régiment d’infanterie le 11 mai 1811. Il est nommé officier de la légion d’honneur le 9 janvier 1813.
Lors de la première Restauration, le roi Louis XVIII le fait chevalier de Saint-Louis le 13 août 1814, et le confirme comme colonel commandant le 74e régiment d’infanterie de ligne (ex 86e de ligne) le 19 novembre 1814.
Redevenue 86e régiment d’infanterie le 25 avril 1815, il fait partie de la 11e division d’infanterie du 3e corps d’armée du général Vandamme pendant la campagne des Cent-Jours. Il est mis en non activité le 15 février 1816, et il est admis à la retraite le 11 février 1822.
Il est promu maréchal de camp à titre honorifique le 4 septembre 1822, et de 1830 à 1834, il commande successivement les Gardes nationales de Metz et de Nevers. Il est élevé au grade de commandeur de la Légion d’honneur le 28 novembre 1831.
Il meurt le 17 août 1855, à Nevers.

## Sources
- A. Lievyns, Jean Maurice Verdot, Pierre Bégat, Fastes de la Légion-d'honneur, biographie de tous les décorés accompagnée de l'histoire législative et réglementaire de l'ordre, Tome 4, Bureau de l’administration, 1844, 640 p. (lire en ligne), p. 209.
- « Cote LH/2082/21 », base Léonore, ministère français de la Culture
- Annales Franc-Comtoises, Volume 7, J.Jacquin, Besançon, 1867, p. 467.